# Джансуг Кахідзе
Джансуг Іванович Кахідзе (груз. ჯანსუღ კახიძე; 26 травня 1936 — 8 березня 2002) — радянський і грузинський композитор, лауреат Державної премії Грузинської РСР (1977). Народний артист СРСР (1985).

## Біографія
1958 року закінчив Тбіліську консерваторію. 1962—1971 — диригент Грузинського театру опери та балету.
Автор музики до кінокартини «Чекайте зв'язкового» (1979), стрічки «Легенда про Сурамську фортецю» Сергія Параджанова (1984).